# McDull

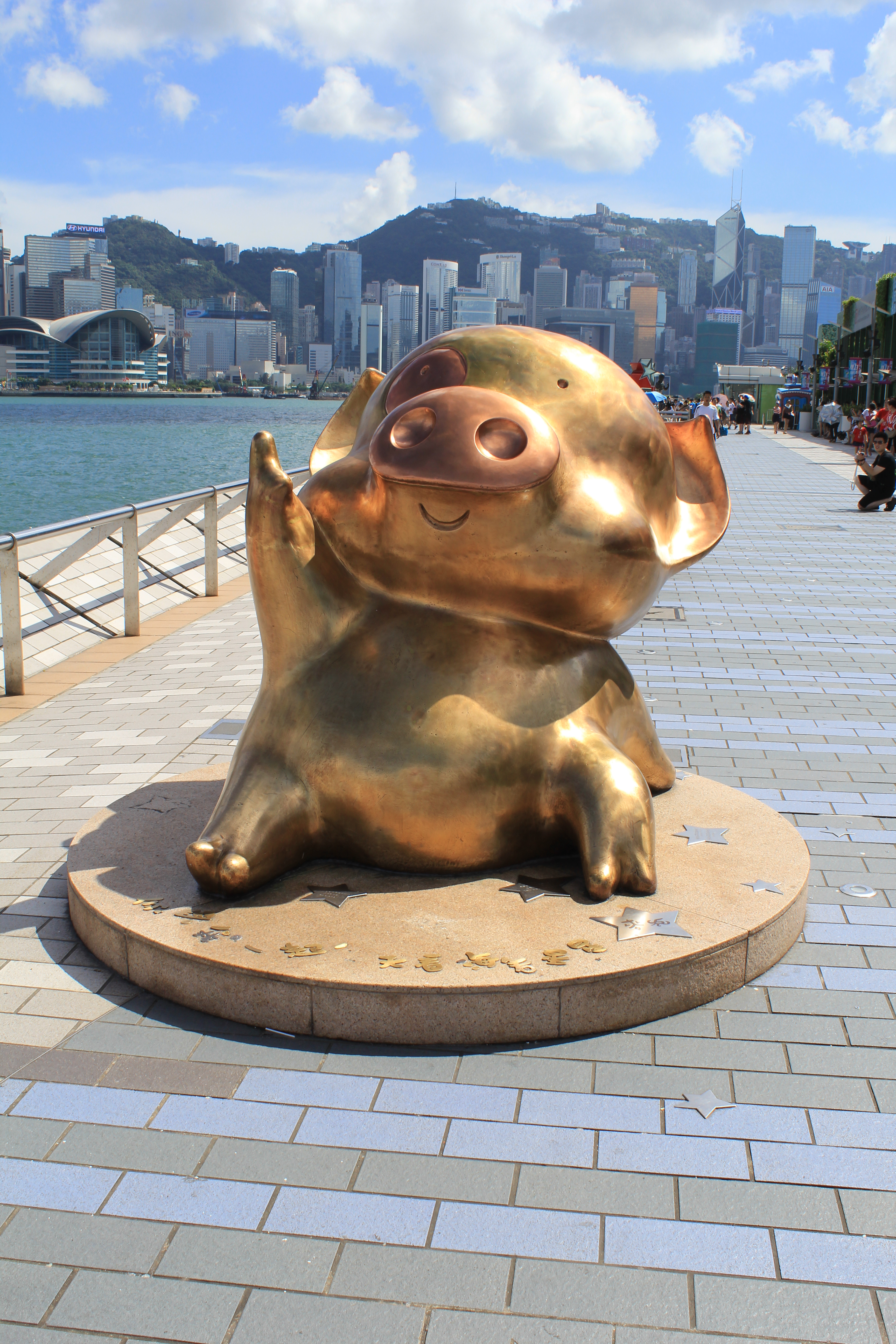
Statue von McDull – 麥兜, Avenue of Stars, TST 2013

McDull (chinesisch 麥兜 / 麦兜, Pinyin Mài Dōu, Jyutping Mak6 Dau1) ist ein anthropomorphes Cartoon-Schweinchen, das von den beiden Hongkonger Comicautoren Alice Mak (麥家碧, Zeichnerin) und Brian Tse (謝立文, Texter) geschaffen wurde. Obwohl McDull zunächst nur als Nebenfigur in den McMug-Comics (麥嘜) erschien, entwickelte er sich im Laufe der Zeit zu einer Figur mit eigener Serie. McDull kommt in mehreren Comics, Fernsehsendungen und Filmen vor und ist mittlerweile in Hongkong und Ostasien sehr populär.

## Charakter

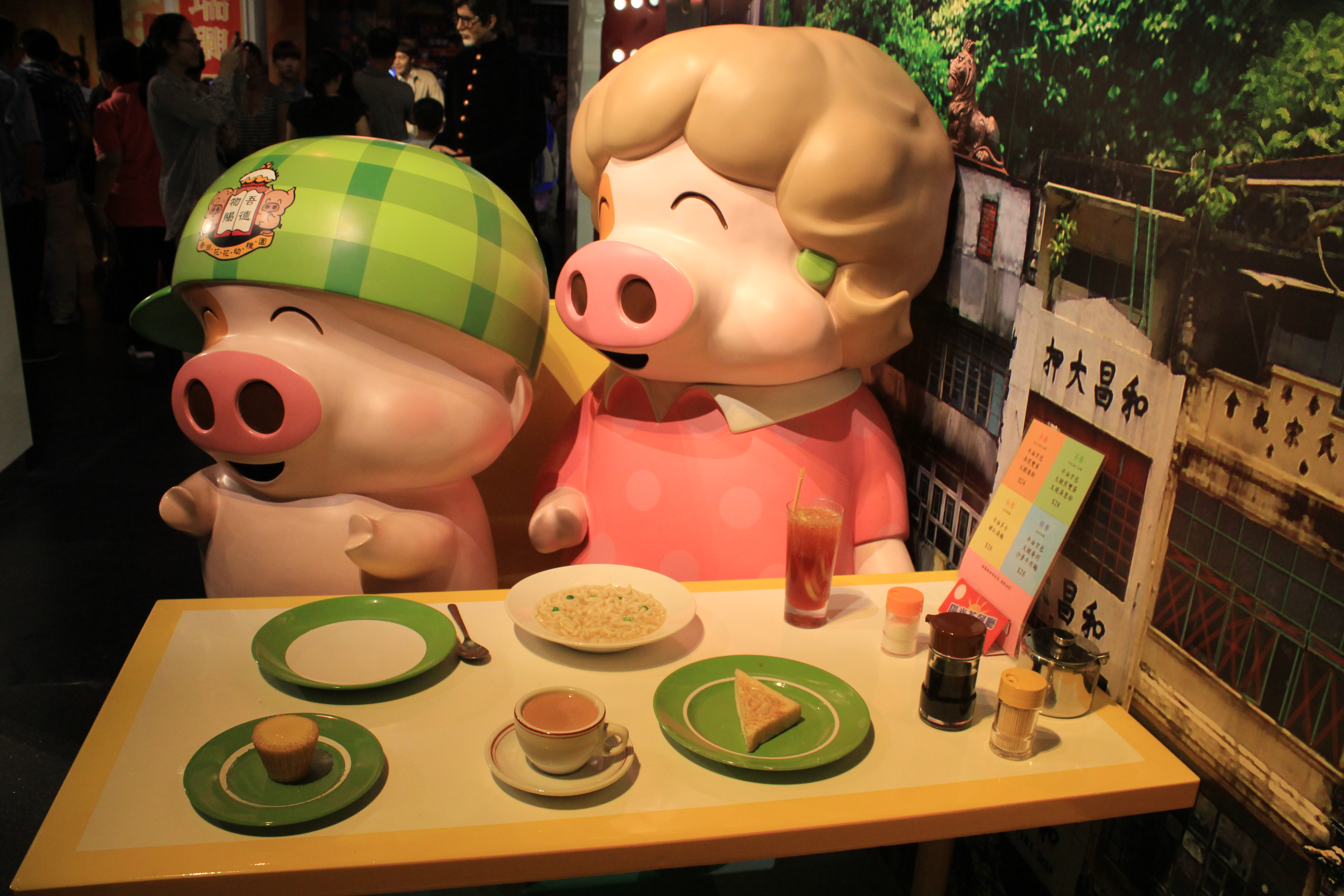
McDull & Mrs. Mak bei Mme. Tussauds, HK Island 2013

McDull ist ein männliches Schweinchen mit einem Muttermal über dem rechten Auge. Er hat ein gutes Herz, ist dabei jedoch nicht besonders schlau, sondern sogar in allem nur durchschnittlich; dennoch hängt er vielen Träumen nach. Jedes Mal, wenn er versucht etwas zu verwirklichen, versagt er; er ist dann enttäuscht, aber versucht es erneut oder entwickelt neue Träume. Auf diese Weise schafft er sich seine eigene, schillernde Welt. Sein Leben ist einfach und natürlich. Vor allem sein Charakterzug, niemals aufzugeben, macht ihn zu einer beliebten Figur.
Der Name "McDull" hat eine eigene Entstehungsgeschichte: Als die Mutter, Mrs. Mak, McDull zur Welt brachte, sah sie ein magisches Plastikbecken – im Kantonesischen etwa dau1 ausgesprochen – über ihrem Kopf. Sie hielt dies für ein Zeichen der Götter und benannte ihren Sohn "Dull". In Kung Fu Ding ding dong wird erklärt, warum McDull nicht besonders schlau ist: Als McDull noch ein Kleinkind war, schickte ihn Ms. Mak zu einem Test über den Mozart-Effekt. Leider wurde er der Kontrollgruppe zugeteilt und wurde anstatt von Mozarts Musik mit 'nonsense songs' beschallt.

## Familie
Die Mutter von McDull heißt Mrs. Mak Tam Yuk Lin (麥譚玉蓮), sein Vater Mak Bing (麥炳), der jedoch schon vor der Geburt von McDull verschwunden ist. Trotz ihrer gegenseitigen Zuneigung haben Mutter und Sohn oft Konflikte. Mrs. Mak ist eine typische Hongkonger Mutter, die von ihrem Sohn erwartet, dass er gute Noten schreibt, die Universität Hongkong besucht und ein angesehener Angestellter wird. McDull bemüht sich redlich, diese Wünsche zu erfüllen, hat jedoch niemals Erfolg.
In den frühen Geschichten wird angedeutet, dass McMug (麥嘜) ein entfernter Cousin von McDull ist.

## McDull und Excreman
An einem Weihnachtstag kackt McDull einen anthropomorphen Dung-Haufen: Excreman (屎撈人). Nachdem er Excreman mit einem Schal (aus Toilettenpapier) und einem Hut (Spucknapf) versorgt hat, wird er von Excreman in eine Dung-Welt gebracht. Dort offenbart Excreman seinen größten Wunsch: Er will Dünger für Blumen werden.
Am nächsten Morgen bringt Excreman McDull zurück in sein Zimmer und verschwindet, um sein Ziel zu erreichen. Bevor er verschwindet, hinterlässt er McDull eine Nachricht: "Denk an uns, sooft du die Demütigsten, die Verlassenen und die Verachteten siehst." (Remember us whenever you see the humblest, the deserted and the despised).
(Diese Geschichte basiert lose auf der Vorlage The Snowman von Raymond Briggs. Excreman weist außerdem Ähnlichkeiten mit Mr. Hankey aus South Park auf.)

## Medien

### Comics
McDull existierte zuerst als Comic-Figur mit lebensnahen Geschichten:
- Yellow Bus Magazine
- McDull's Touching Short Stories (麥兜感人至深小故事, M.s Berührende Kurzgeschichten)
- McDull – From Honey to BBQ Pork (麥兜從蜜汁到叉燒, M. – Vom Honig zum BBQ-Schweinefleisch)
- McDull's Stories (麥兜故事, Geschichten von M.)
- McDull's 'Tiny' Novels (麥兜 . 微小小說, M.s Miniromane)
- McDull's Hundred Thousands Questions Collection (麥兜十萬個為什麼, M.s Hunderttausend Fragen)
- McDull's 'Dam' 'Dam' Noodles (麥兜的擔擔麵, Die Dàndàn-Nudel von M.)
- McDull's Fishball (麥兜的魚蛋, Die Fischklößchen von M.)
- McDull's Stitching – A Day of McDull (麥嘜縫縫縫——麥兜的一天, Stricken – Ein Tag mit M.)
- Dear McDull (麥肉兜兜, Lieber M.)
- Mrs. Mac's Stories (麥太兜兜, Geschichten von Mrs. M.)
- Unplugged Version of Young McDull's Troubles (少年麥兜的煩惱Unplugged版 (非賣品), Akustische Version der Unannehmlichkeiten des jungen M. (Artikel nicht zum Verkauf))

### Film
- My Life as McDull – 麥兜故事 (2001)

Wie in den Comics stellt der Film das Leben von McDull als Ferkel dar. Er lebt zusammen mit seiner Mutter, Mrs. Mak, in Hongkong und geht in den Kindergarten. Zusammen mit Klassenkameraden, die Gänse, Schildkröten und weitere Schweinchen sind, verbringt er seine Zeit. McDull versucht alles, um seine Mutter stolz zu machen und sie bemüht sich, ihm eine glückliche Kindheit zu ermöglichen.
McDull möchte auf die Malediven reisen. Da seine Mutter sich die Reise nicht leisten kann, nimmt sie ihn auf eine Fahrt mit der Peak Tram zum Victoria Peak mit. Dort steht ein Schild "Go to the Maldives". daraufhin ist McDull zufrieden und setzt sich ein neues Ziel: Er möchte ein Olympia-Sieger werden wie die Windsurferin Lee Lai Shan.
My Life as McDull – 麥兜故事 wurde ins Französische übersetzt. In dieser Version heißt die Mutter Mak Bing.
- McDull: Prince de la Bun – 麥兜菠蘿油王子[5] (2004)

In der Fortsetzung McDull, Prince de la Bun (deutsch McDull, Fürst des Ananasbrötchen mit Butter) wurde erneut oft mit Wortspielen gearbeitet. Pineapple Bun (Ananasbrötchen – 菠蘿包) beispielsweise wird im kantonesischen Slang (菠蘿蓋) gleich ausgesprochen wie Kniescheibe. Die Filmmusik von der Band The Pancakes, wurde beim 24. Hong Kong Film Award als bester Film-Song prämiert.
- McDull: The Alumni – 春田花花同學會 (2006)
- McDull: Kung Fu Kindergarten – 麥兜響噹噹 (2009)
- McDull: The Pork of Music – 麥兜噹噹伴我心 (2012)

Der Film The Pork of Music wurde am 10. Juli 2012 zuerst in Festlandchina gezeigt und danach, am 16. August 2012 in Hongkong. Der Film unter der Leitung von Brian Tse beschäftigt sich mit der Musik-Erziehung von McDull im Kindergarten.
- McDull: Me & My Mum – 麥兜．我和我媽媽 (2014)
- McDull: Rise of the Rice Cooker – 麥兜．飯寶奇兵 (2016)

### Filmmusik
2002 wurde die Filmmusik von My Life as McDull veröffentlicht. Sie wurde von Steve Ho (何崇志), einem Hongkonger Musiker aufgenommen, der beim 21. Hong Kong Film Award den Best Original Film Score gewonnen hatte. Seine Mischung von klassischer europäischer Musik und "modernen" Klängen verstärkte das Interesse an klassischer Musik in Hongkong.
Der Titelsong ist ein Stück aus den Six Moments Musicaux No. 3 in F minor von Franz Schubert mit kantonesischem Text.

### Fernsehen
McDull und seine Freunde traten in fünf Bildungssendungen von RTHK zwischen April 2006 und Mai 2006 auf (McDull and Chinese Culture – 春田花花中華博物館, 2006). Basierend auf dem surrealen Humor des Charakters schafft die Serie einen Zugang zur Chinesischen Geschichte und Kultur.
Die Episodes folgen jeweils dem grundlegenden Format, dass McDull und seine Freunde von ihrem Lehrer unterricht über chinesische Kultur erhalten und dann ein Schüler eine Frage stellt, die vom Lehrer beantwortet wird. Der Erzähler erzählt Geschichten aus dem Leben von McDulls Vorfahren McZi – 麥子, "Weizen", wodurch auf Mozi – 墨子, den Gründer des Mohismus angespielt wird. Danach erzählt McDulls Lehrerin Miss Chan von einem Chinesischen Jahresfest. Am Schluss wird die Entwicklung eines Schriftzeichens erklärt.
- Hygiene und Gesundheit. Qingming-Fest (Der erwachsene Mc Dull am Grab seiner Mutter und Großmutter)[10][11]
- Bauen und Konstruieren. Mondfest (Ein älterer McDull denkt über seine Heimat nach, die dem Anschein nach der Brooklyn Bridge ähnelt.)[10][12]
- Nahrung und Landwirtschaft. Geisterfest[10][13]
- Chinesische Kampfkünste, Medizin, Alchemie.[10][14]
- Menschen und was es bedeutet ein chinesisches Kind in der moderne Zeit heute zu sein.[10][15]

## Maskottchen
Die beliebte Hongkonger Cartoonfigur diente mehrfach der Hongkonger Regierung und andere politische Institutionen als Maskottchen und Sympathieträger. In einem Fall auch ohne Zustimmung der Autoren.

## Bilder

McDull – Skulptur in Hongkong
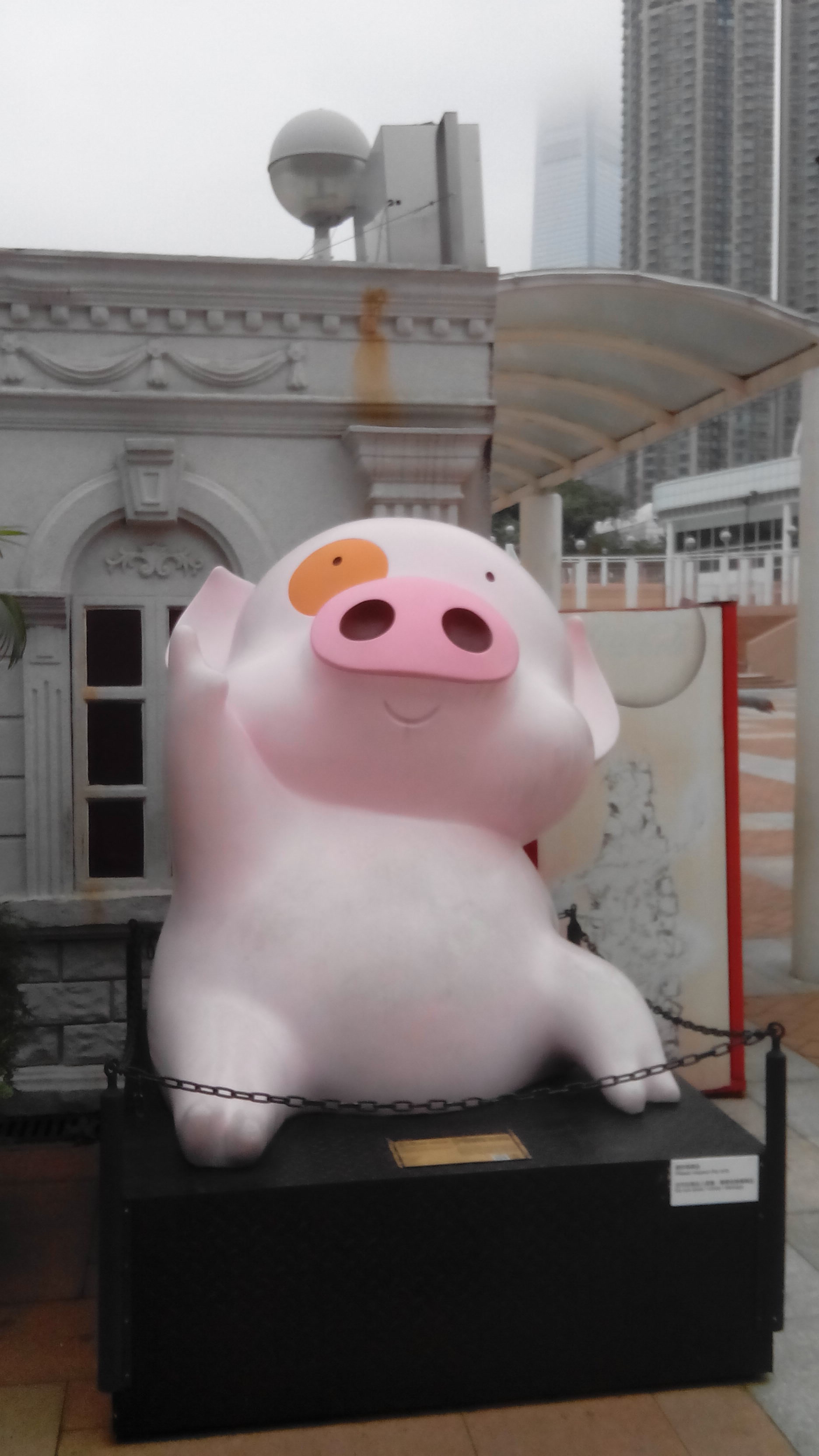
McDull, 2015
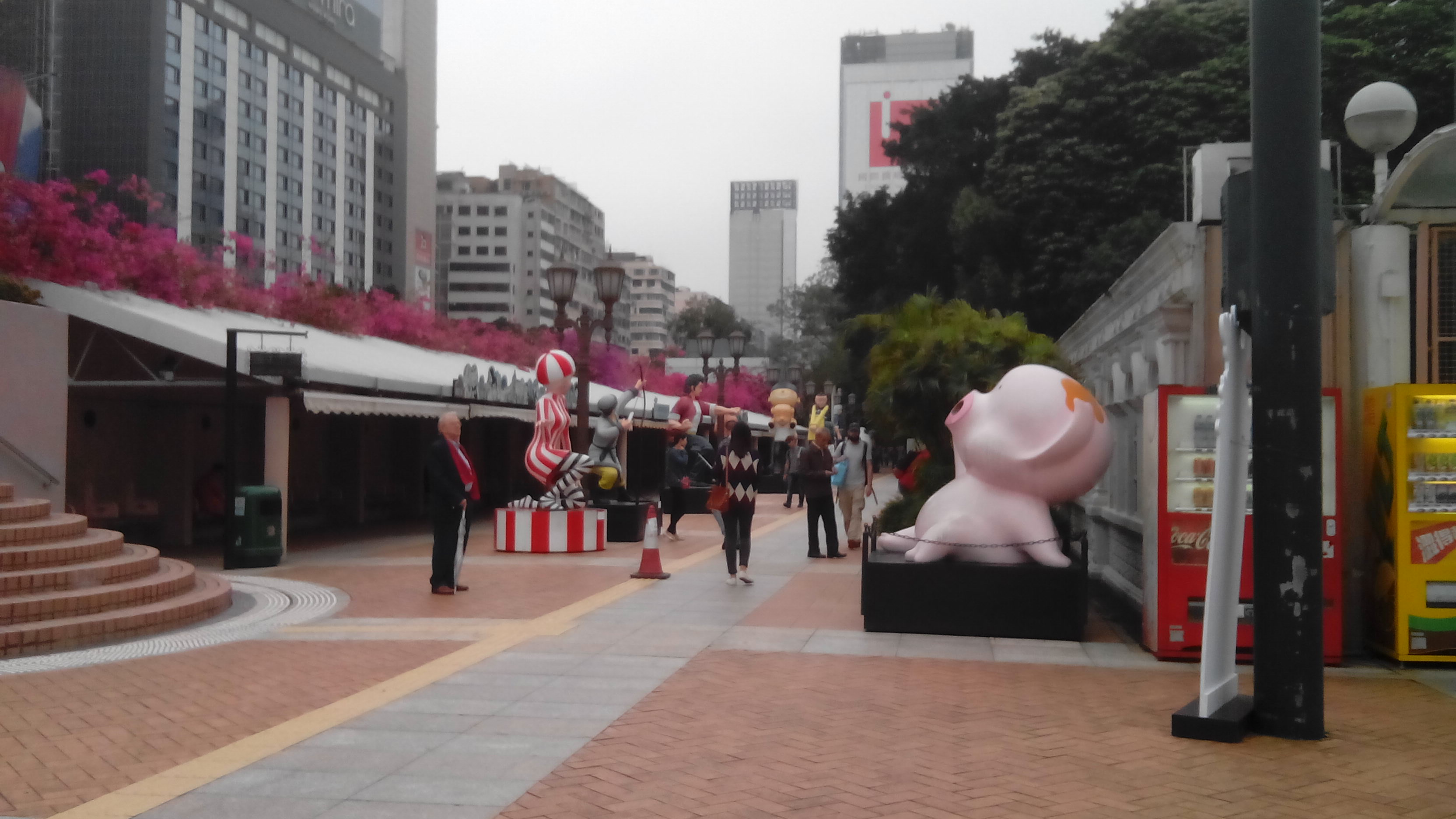
McDull auf der Hong Kong Comic Avenue, 2015
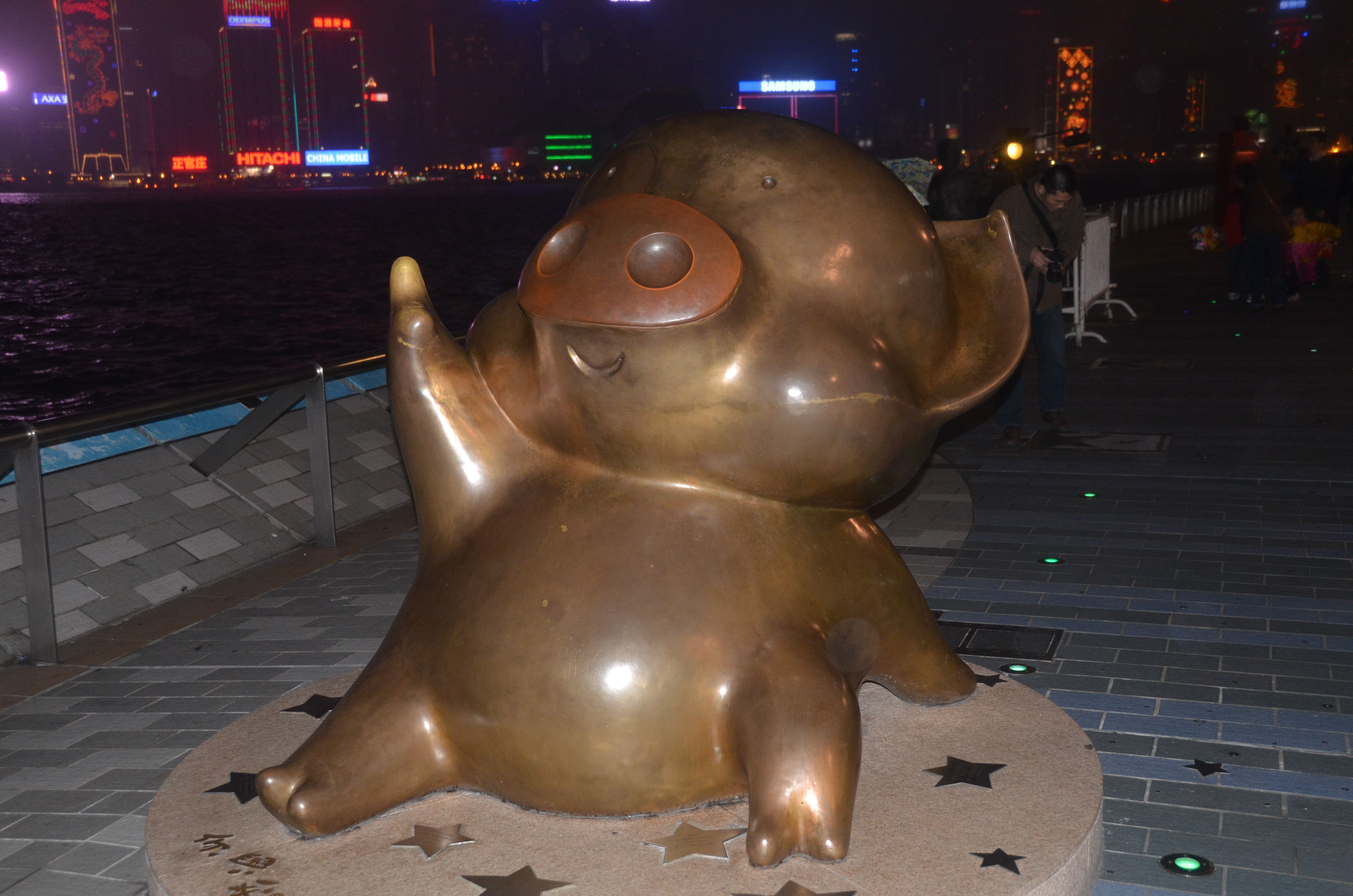
Avenue of Stars in Tsim Sha Tsui, 2012 Hongkong
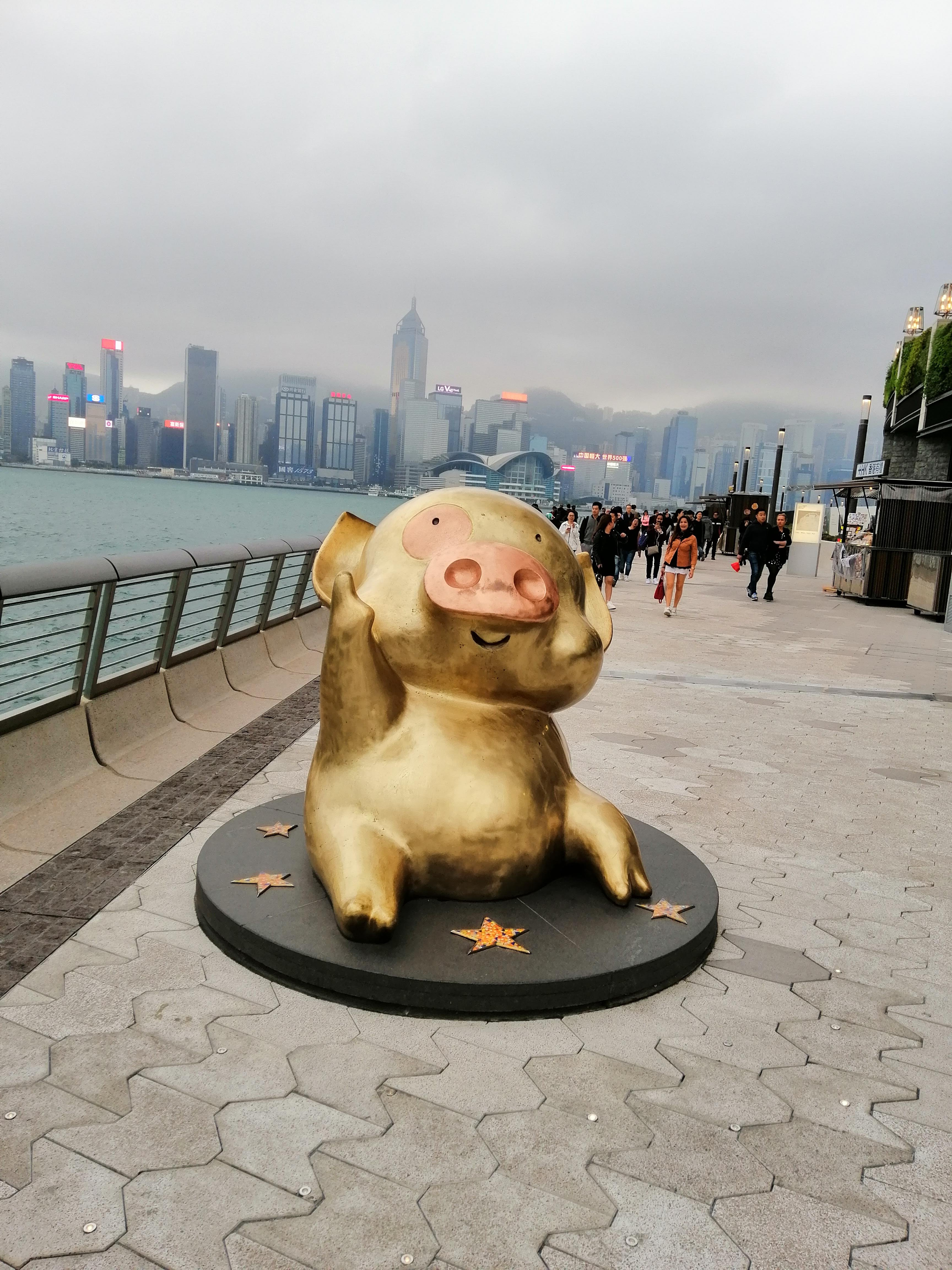
Avenue of Stars in TST, 2019